# Safeword
Das Safeword ist ein bei Praktiken im Bereich des BDSM verwendetes Signalwort, mit dem der empfangende Partner anzeigen kann, dass er die Handlung nicht fortsetzen möchte. Im Rahmen einvernehmlich ausgeführter Praktiken gilt ein ausgesprochenes Safeword (auch aus rechtlichen Gründen) als unbedingte Verpflichtung zum sofortigen Aufhören. Der effiziente und vertrauensvolle Umgang mit Safewords ist eine der absolut notwendigen Voraussetzungen für BDSM.

## Arten
Es werden zwei Arten von Safewords unterschieden: Das erste Safeword wird zwischen den Partnern vereinbart und soll die Intensität der momentan ausgeführten Aktion verringern („Slowword“), während das zweite Safeword den Abbruch der gesamten Session zur Folge haben soll.
Als Safewords werden üblicherweise Begriffe verwendet, die in der teilweise ritualisierten Interaktion fremd und auffällig wirken, um ein verlässlicheres „Stopp“-Signal abzugeben. Sehr weit verbreitet als zweites Safeword ist Mayday. Als nonverbaler Abbruchcode wird häufig ein dreimaliges (notfalls wiederholtes) Klopfen vereinbart, wie es auch bei diversen Kampfsportarten üblich ist. Oft wird auch die „Ampel“ als „Safeword“ verwendet: Grün = alles okay / Gelb = Vorsicht, nicht stärker oder weiter / Rot = STOPP, sofort aufhören!
Andere Vereinbarungen, wie beispielsweise abgestufte Handzeichenkombinationen, sind situationsabhängig ebenfalls möglich. Von gleichzeitigem Knebeln des Mundes und dem Verbinden der Augen wird abgeraten, da Handzeichen gerade im Rahmen einer Session leicht übersehen werden können und deswegen Blickkontakt generell empfehlenswert ist. Darüber hinaus gibt es auch Okay-Codes, deren Ausbleiben zu einem sofortigen Abbruch des Spiels führen würden. Beispiele hierfür können unter anderem Blickkontakt oder das Verschränken der Arme hinter dem Kopf sein. Solche Gesten sind vor allem bei Spielen von existenzieller Bedeutung, die unter Wasser stattfinden.

## Bedeutung
BDSM und andere Aktivitäten, bei denen objektiv Körperverletzungen vorkommen können, können nur legal ausgeübt werden, wenn die Beteiligten wirksam in die Handlungen, ihre Risiken und Folgen eingewilligt haben. Die Voraussetzung dafür ist, dass diese Einwilligung auch jederzeit wieder zurückgenommen werden kann. Das wird durch das Konzept Safeword umgesetzt. Die Rechtsprechung erkennt diese Funktion ausdrücklich an. In Oberbayern wurde 2023 ein Mann zu einer Haftstrafe von zweieinhalb Jahren verurteilt, weil er das Safewort einer Frau missachtet hat. Dadurch wurde aus einer einvernehmlichen BDSM-Handlung eine Vergewaltigung in einem schweren Fall, gefährliche Körperverletzung und Freiheitsberaubung.